# 607
Năm 607 trong lịch Julius.